# جاك غراي
جاك غراي (بالإنجليزية: Jack Gray)‏ هو مدرب كرة سلة أمريكي، ولد في 12 مايو 1911 في مقاطعة فان زانت في الولايات المتحدة، وتوفي في 7 مارس 1992.